# Jean Markič
Jean Markič, slovenski glasbenik, skladatelj, aranžer, producent in pianist, *23. februar 1995.

## Festivali
| Festival     | Skladba                         | Izvajalec                   | Vloga                     |
| ------------ | ------------------------------- | --------------------------- | ------------------------- |
| Popevka 2018 | Naprej                          | René                        | glasba, besedilo, aranžma |
| EMA 2019     | Ne poveš                        | René                        | avtor glasbe in producent |
| MMS 2019     | Z vlakom do morja in nazaj      | Nada Barle                  | aranžer                   |
| MMS 2021     | Zvezda                          | Gal Gjurin in Manca Fekonja | instrumentalist           |
| Popevka 2022 | Nove slike (zmagovalna popevka) | Mia Guček                   | aranžer                   |
| Šanson 2023  | Izpodriv                        | Anja Strajnar               | avtor glasbe, izvajalec   |
| Popevka 2023 | Ko vidiš me srečno              | Kataya                      | aranžer                   |
| Popevka 2023 | Plamen                          | Parvani Violet              | aranžer                   |

## Diskografija

### Orkestralna glasba
- Božična uvertura, 2017
- Čudežna dežela, 2019
- Kratka zgodba, 2020
- PACE, 2022

### Albumi
- DJungla (SaGaDuDaB), 2019
- Abstractions, 2021

### Sodelujoč glasbenik
| Leto | Album                   | Izvajalec                     | Vloga                         |
| ---- | ----------------------- | ----------------------------- | ----------------------------- |
| 2014 | Cantabile               | Gal Gjurin                    | izvajalec                     |
| 2014 | Severnica               | Čedahuči                      | izvajalec                     |
| 2015 | Temna godba             | Gal Gjurin                    | izvajalec                     |
| 2019 | Izštekani               | Fed Horses                    | izvajalec                     |
| 2019 | Ali je še kaj prostora? | Severa Gjurin                 | izvajalec                     |
| 2020 | C                       | Gal Gjurin                    | izvajalec                     |
| 2021 | Izštekani               | Čedahuči                      | izvajalec                     |
| 2021 | Fono Sessions           | Domen Gracej in Klemen Golner | skladatelj                    |
| 2021 | Things People say       | Marko Smiljanić               | izvajalec, aranžer            |
| 2023 | STEKLASIKA              | Uroš in Tjaša                 | producent, aranžer, izvajalec |